# Пасічний Віктор Григорович
Ві́ктор Григо́рович Па́січний — підполковник Збройних сил України, учасник російсько-української війни, що відзначився під час російського вторгнення в Україну у 2022 році.
Уродженець Богодухівки Золотоніського району.

## Нагороди
- орден «За мужність» III ступеня (2022) — за особисту мужність і самовіддані дії, виявлені у захисті державного суверенітету та територіальної цілісності України, вірність військовій присязі.